# Михайлов, Олег Николаевич (писатель)
Оле́г Никола́евич Миха́йлов (18 июня 1932, Москва — 9 мая 2013, Переделкино) — русский писатель, литературовед. Известен как автор исторических романов, а также как исследователь литературы первой волны русской эмиграции. Доктор филологических наук (1992).

## Биография
Родился в семье офицера, отец - Михайлов Николай Георгиевич, мать - Чернова (Карпитская) Галина Павловна. Окончил Курское суворовское училище, 1-ю Московскую спецшколу ВВС (1950), филологический факультет МГУ (1955), аспирантуру ИМЛИ (1958). Публиковался как критик с 1954 года. Уже со второй половины того десятилетия выступал как пропагандист творчества русских писателей первой эмиграции, прежде всего Бунина; Михайлов смог осуществить первые советские издания И. Шмелёва, А. Аверченко, Тэффи, Е. Замятина, В. Набокова, Д. Мережковского.
Переписывался с Б. Зайцевым, с племянницей жены И. Шмелёва и его душеприказчицей Юлией Кутыриной. В 1968 году защитил кандидатскую диссертацию «И. А. Бунин. Очерк творчества».
В 1990 году подписал «Письмо 74-х».
Погиб во время пожара на собственной даче в писательском посёлке. Вместе с писателем погибли его архив, библиотека и собрание автографов.
Похоронен в Москве на Ваганьковском кладбище.

## Творчество
С 1973 года писал исторические романы и документально-художественные биографии писателей.
В своих историко-литературных произведениях Михайлов прошёл путь от художественной документалистики к форме романа, где, не нарушая исторической достоверности, его фантазия и вымысел помогает читателю раскрыть внутренний мир выбранного героя.

## Премии
- Премия Министерства обороны (1980) — за роман «Суворов»
- Всероссийская историко-литературная премия «Александр Невский» (2-я премия, 2005) — за книгу «Генерал Ермолов»

### Историческая проза
- Суворов. — М.: Молодая гвардия / ЖЗЛ, 1973
  - переиздание там же 1980
  - переиздание там же 1995
- Генерал «Вперёд», 1978
- Бородино. — М.: Педагогика, 1982 (в сер. «Учёные — школьнику»)
- Генерал Ермолов: исторический роман. — М.: Воениздат, 1983
  - переиздание. — Серия: Библиотека исторического романа. — М.: 2002. — ISBN 5-88010-153-3
- Кутузов. — М.: Воениздат, 1988
  - переиздание. — М.: Армада, 1996. (в серии «Русские полководцы») — ISBN 5-7632-0089-6
  - переиздание. — М.: АСТ, Астрель, 2004. — ISBN 5-17-006997-9
  - переиздание. — Серия: Библиотека патриотической литературы. — М.: Кучково поле, Литература, 2011. — ISBN 978-5-9950-0094-5
- Славный год войны народной. Повесть о героических страницах Отечественной войны 1812 года. — М.: Детская литература, 1990. — ISBN 5-08-001364-8
- Александр III: забытый император. — М: АРМАДА, 1996
  - переиздание — М.: АСТ, Астрель, Харвест, 2008 — ISBN 978-5-17-053018-2

### Современная проза
- Час разлуки // «Волга», 1978, № 8—9
- Час разлуки. Роман и новеллы / Серия: Новинки Современника. — М.: Современник, 1979
- Маленькая Наташа, 1981 (сборник рассказов)
- Особняк с фонариками: роман, рассказы — М.: Московский рабочий, 1987
- Пляска на помойке: роман — М.: Гея итэрум, 2000. — ISBN 5-85589-022-8
- Вещая мелодия судьбы (воспоминания). — М.: ИД «Сибирский цирюльник», 2008. — ISBN 5-9900042-5-7

### Биографии писателей
- Строгий талант. Иван Бунин. Жизнь. Судьба. Творчество / Серия: Библиотека «Любителям российской словесности». — М.: Современник, 1976
- Державин. — М.: Молодая гвардия / ЖЗЛ, 1977 (вып. 567), 336 с., 100 000 экз.
- Куприн. — М.: Молодая гвардия / ЖЗЛ, 1981, 270 с., 150 000 экз.
- И. А. Бунин. Жизнь и творчество. — Тула, 1987
- Шмелёв И. С. Сочинения. В 2-х т. Повести и рассказы / Вступ. статья, сост., подгот. текста и коммент. О. Михайлова. — М.: Художественная литература, 1989. — ISBN 5-280-00494-4 (Т. 1), ISBN 5-280-00493-6
- Жизнь Бунина: лишь слову жизнь дана. — М.: Центрполиграф / Бессмертные имена, 2001. — ISBN 5-227-01046-3
- Мне нужно только родное. Жизнь Куприна. — 2001
- М. А. Булгаков. Судьба и творчество. — M.: Просвещение, 2011. — ISBN 978-5-09-018358-1

### Литературоведение и критика
- И. А. Бунин. Очерк творчества. М.: Наука, 1967
- Верность. Родина и литература. М.: Современник, 1974
- Юрий Бондарев. М.: Советская Россия, 1976
- Страницы русского реализма: заметки о русской литературе XX века. М.: Современник, 1982
- Страницы советской прозы. М.: Современник, 1984
- Леонид Леонов. М.: Советская Россия, 1986. — 124 с.
- Мироздание по Леониду Леонову: личность и творчество. М.: Советский писатель, 1987
- Литература русского зарубежья. М.: Просвещение, 1995
- От Мережковского до Бродского. М.: Просвещение, 2001
- Михайлов О. Н. Замятин, Евгений Иванович // Краткая литературная энциклопедия. Т. 2: Гаврилюк — Зюльфигар Ширвани./ Гл. ред. А. А. Сурков. — М.: Советская энциклопедия, 1964. — Стб. 987.